# Mauricio Talancón
Mauricio Talancón Rodríguez (15 de junio de 1995, Nuevo León, México) es un futbolista mexicano, juega como defensa y actualmente se encuentra sin equipo.

## Estadísticas
| Universidad de Monterrey · México                       | 4ª            | 2010-11       | 31  | 2  | - | - | - | - | 31  | 2  |
| Universidad de Monterrey · México                       | 4ª            | 2011-12       | 30  | 9  | - | - | - | - | 30  | 9  |
| Universidad de Monterrey · México                       | Total club    | Total club    | 61  | 11 | - | - | - | - | 61  | 11 |
| C. F. Monterrey · México                                | 1ª            | 2014-15       | 2   | 0  | 3 | 0 | - | - | 5   | 0  |
| C. F. Monterrey · México                                | 1ª            | 2015          | 0   | 0  | 1 | 0 | - | - | 1   | 0  |
| C. F. Monterrey · México                                | Total club    | Total club    | 2   | 0  | 4 | 0 | - | - | 6   | 0  |
| C. F. Monterrey Premier · México                        | 3ª            | 2015-16       | 8   | 1  | - | - | - | - | 8   | 1  |
| C. F. Monterrey Premier · México                        | 3ª            | 2016-17       | 22  | 3  | - | - | - | - | 22  | 3  |
| C. F. Monterrey Premier · México                        | 3ª            | 2017-18       | 27  | 2  | - | - | - | - | 27  | 2  |
| C. F. Monterrey Premier · México                        | Total club    | Total club    | 57  | 6  | 0 | 0 | - | - | 57  | 6  |
| Total carrera                                           | Total carrera | Total carrera | 120 | 17 | 4 | 0 | 0 | 0 | 124 | 17 |
| (1)Incluye datos de la Copa México. (2)Incluye datos de |               |               |     |    |   |   |   |   |     |    |